# Cognomen

Le cognomen (au pluriel cognomina) est le surnom d'un Romain de l’Antiquité. Après le prénom (prænomen) et le nom de famille (gentilice), il constituait généralement le troisième nom des tria nomina traditionnels du citoyen romain. Il fut aussi utilisé par les légions romaines, originellement pour permettre la distinction entre deux légions portant le même numéro d'ordre.

## Signification ducognomen
Un trait physique ou une origine furent à l'origine des premiers surnoms : Calvus (le chauve), Claudus (le boiteux), Varus (le cagneux), Crassus (le gros), Flaccus (aux oreilles tombantes), Caecus (l'aveugle), Strabo (celui qui louche), Romanus (le Romain), Sabinus (le Sabin), etc.. Certains pouvaient reprendre un trait de caractère : Clemens (le doux).
Un exploit militaire pouvait valoir un surnom honorifique supplémentaire : Capitolinus, Torquatus, Coriolanus, Africanus.
Enfin, la truculence romaine et une certaine autodérision mirent aussi en usage divers surnoms peu flatteurs : Brutus (l'idiot), Caudex (la bûche - au figuré, l'idiot), Paullus (le chétif), Balbus (le bègue), Cicero(n) (le pois chiche).
Les femmes pouvaient avoir un cognomen suivant leur nom de famille : Secunda, Tertia, Fausta, Maior.

## Historique de l’usage
L’usage du cognomen apparaît dans l’épigraphie latine à la fin du IVe siècle av. J.-C., avec P. Cornelius Scapula, mais il se limite à l’aristocratie, où il devient d'un usage héréditaire, comme le prénom qui passait de père en fils ainé — ce qui engendrait la répétitivité des tria nomina d'une génération à l'autre. On se met à ajouter un second surnom pour distinguer les individus.
En 240 av. J.-C., les consuls prennent un décret qui restreint la transmission du surnom au seul fils ainé. Le surnom devient représentatif de chaque branche de la gens, comme chez les Scipions : Africanus, Asiaticus, Nasica.
Dans la seconde moitié du IIe siècle av. J.-C., l’usage du cognomen s’étend à d’autres couches sociales, par imitation de l’aristocratie, jusqu’à se généraliser à toutes les classes sociales libres à la fin de la république. À partir de la fin du IIe siècle av. J.-C., les affranchis récupèrent leur ex-nom d’esclave comme cognomen. En  45 av. J.-C., la Lex Iulia Municipalis impose pour le recensement des citoyens romains l’usage des tria nomina, et donc consacre l’usage général du cognomen pour tous les Romains libres. L’usage du nom de famille et du cognomen perdure dans la période impériale.

## Utilisation par les légions
Les légions commencèrent à utiliser des surnoms (cognomen) vers la fin de la République. Sous l’empire, presque chaque légion possédait un surnom et certaines plus d’un (par exemple Claudia Pia Fidelis). Ce qualificatif pouvait faire référence :
1. À l’origine des légionnaires (Italica = originaires d’Italie) ;
2. À un peuple vaincu par cette légion (Parthica = victoire sur les Parthes) ;
3. Au nom de l’empereur ou de sa gens (famille ancestrale), soit qu’elle ait été recrutée par cet empereur, soit comme marque de faveur (Galliena, Flavia) ;
4. À une qualité particulière de cette légion (Pia fidelis = loyale et fidèle).

Le qualificatif de « Gemina » désignait une légion reconstituée à partir de deux légions ou plus dont les effectifs avaient été réduits au combat.